# Merebbi Rebbu
Merebbi Rebbu (1881-1942), ou Merebbi Rebbo, مربيه ربه, est une des figures de la résistance marocaine contre la colonisation française au XXe siècle. Il est le fils de Ma El Ainin et le frère de Moulay  Ahmed al-Hiba à qui il succède en 1919 à Kerdous. 
Lors de l'assaut des forces françaises contre l'Anti-Atlas en 1934, il fuit Kerdous pour le Sahara espagnol où il trouve refuge jusqu'à sa mort dans son campement de Tafoudart en 1942.